# Madbury
Madbury est une municipalité américaine située dans le comté de Strafford au New Hampshire. Selon le recensement de 2010, sa population est de 1 771 habitants.

## Géographie
La municipalité s'étend sur 12,22 milles carrés (31,65 km2), dont 0,57 milles carrés (1,48 km2) d'étendues d'eau.

## Histoire
La localité fait à l'origine partie de Dover et Durham. Elle est d'abord appelée Barbados par des marchands commerçant avec la Barbade. Elle prend par la suite le nom de Madbury en référence à Modbury, la propriété anglaise de Francis Champernowne, neveu de Ferdinando Gorges et propriétaire d'une ferme locale. Madbury devient une municipalité en 1755.